# Thiên để

Biểu đồ chỉ ra mối quan hệ giữa thiên đỉnh, thiên để và các kiểu khác nhau của đường chân trời. Lưu ý là thiên để luôn ngược lại với thiên đỉnh.

Trong thiên văn học, thiên để (gốc chữ Hán: 天底, thiên = trời, để = đáy), một cách nôm na, là điểm (không trực tiếp thấy được bằng mắt thường) của bầu trời nằm thẳng dưới chân người quan sát.
Chính xác hơn, các cách định nghĩa sau đều tương đương:
- Nó là điểm có độ cao bằng -90 độ.
- Nó là cực đáy của hệ tọa độ chân trời.
- Nó là điểm cắt dưới giữa thiên cầu và đường thẳng nối từ tâm Trái Đất qua vị trí người quan sát trên bề mặt Trái Đất. Điểm cắt kia là thiên đỉnh.

Một số từ điển Anh-Việt dịch sai thành thiên đề hay thiên đế; tuy nhiên cách đọc này không đúng nghĩa Hán-Việt.
Với các vệ tinh nhân tạo bay quanh hành tinh, trạng thái quan sát thiên để (nadir observation, nadir mode) là trạng thái với các thiết bị quan sát hướng về phần bề mặt hành tinh gần vệ tinh nhất. Trạng thái này cho phép quan sát bề mặt hay phần khí quyển gần rõ nhất, sử dụng tính toán đơn giản do có thể xấp xỉ bề mặt và phần khí quyển gần là các lớp phẳng. Tuy nhiên trạng thái quan sát này khó phân định tín hiệu từ các lớp khí quyển khác nhau bằng quan sát thụ động.
Mặt Trời đi qua thiên để tại địa điểm đối cực với hạ điểm Mặt Trời, lúc nửa đêm (khoảng 12 tiếng sau lúc giữa trưa) theo thời gian địa phương.

## Các tính chất
- Điểm đối diện với thiên để trên thiên cầu gọi là thiên đỉnh.
- Kinh tuyến trời đi qua cả hai điểm thiên đỉnh và thiên để.